# Охлократија
Охлократија (грч. οχλοκρατια, лат. ochlocratia) је назив који се користи за владавину руље или масе људи, односно њену способност да утиче на уставне власти. Полибије види опасност деградације демократије у охлократију када њене врлине пропадају, те маса људи даље немају за циљ интерес свих већ једино своје и својих групација.
Охлократија је по значењу и употреби синоним за савремени, неформални израз „мобократија“, који је настао у 18. веку као колоквијални неологизам. Слично томе, док владајућа руља у охлократијама понекад може истински да одражава вољу већине на начин који је приближан демократији, охлократију карактерише одсуство или нарушавање процедуралног грађанског и демократског процеса.

## Етимологија
Охлократија долази из грчке речи okhlokratia са ὄχλος, óchlos (масе) + κράτος, krátos (владавина) што дословно значи „владавина маса“.

## Порекло и теорија
Сматра се да је Полибије сковао термин охлократија у свом делу Историје из 2. века пре нове ере (6.4.6). Он га користи да именује „патолошку” верзију народне владавине, за разлику од добре верзије, коју он назива демократијом. Постоје бројни спомени речи „охлос“ у Талмуду, у којем се „охлос“ односи на било шта, од „руље“, „становништва“, до „наоружане страже“, као и у списима Рашија, јеврејског коментатора Библије. Реч је први пут забележена на енглеском 1584. године, изведена из француске речи ochlocratie (1568), која потиче од оригиналне грчке речи okhlokratia, од okhlos („руља“) и kratos („владавина“, „моћ“, „снага“).
Старогрчки политички мислиоци сматрали су охлократију једним од три „лоша“ облика владавине (тиранија, олигархија и охлократија) за разлику од три „добра“ облика владавине: монархије, аристократије и демократије. Они су разликовали „добро“ и „лоше“ према томе да ли ће облик власти деловати у интересу целе заједнице („добро“) или у искључивим интересима групе или појединца на рачун правде („лоше“).
Полибијска терминологија за облике државе у античкој грчкој филозофији постала је устаљена. Полибијев претходник, Аристотел, правио је разлику између различитих облика демократије, наводећи да су они који не поштују владавину права прерасли у охлократију. Полибијска разлика између демократије и охлократије је одсутна у Платоновим делима, који је демократију сматрао деградираним обликом владавине.
Претња „владавине руље“ демократији се ограничава тако што се осигурава да владавина права штити мањине или појединце од краткорочне демагогије или моралне панике. Међутим, с обзиром на то како законе у демократији успоставља или укида већина, заштита мањина владавином права је упитна. Неки аутори, попут босанскохерцеговачког политичког теоретичара Јасмина Хасановића, настанак охлократије у демократским друштвима повезују са декаденцијом демократије у неолиберализму у којем је „демократска улога народа сведена углавном на изборни процес“.

## У историји
Током касног 17. и раног 18. века, енглески живот је био веома неуређен. Иако је устанак војводе од Монмута из 1685. био последња побуна, једва да је било године у којој Лондон или провинцијски градови нису видели како незадовољни људи изазивају у немире. У време владавине краљице Ане (1702–14) реч „mob“, која се први пут чула недуго пре тога, ушла је у општу употребу. Без полиције, било је мало јавног реда и мира. Неколико деценија касније, антикатолички Гордонови немири захватили су Лондон и однели стотине живота; у то време, проглас насликан на зиду затвора Њугејт објавио је да су затвореници ослобођени ауторитетом „Његовог Величанства, краља руље“.
Суђења вештицама у Сејлему у колонијалном Масачусетсу током 1690-их, у којима је уједињено веровање грађана надјачало логику закона, такође је један есејиста навео као пример владавине руље.
Године 1837, Абрахам Линколн је писао о линчу и „све већем непоштовању закона који прожима земљу – све већој склоности да дивље и бесне страсти замене трезвене пресуде судова, и горе од дивље руље за извршне министре праведности.“
Насиље руље играло је истакнуту улогу у раној историји Покрета светаца последњих дана. Примери укључују протеривање из Мисурија, масакр код Хановог млина, смрт Џозефа Смита, протеривање из Новуа, убиство Џозефа Стендинга и масакр у Кејн Крику. У говору из 1857. године Бригам Јанг је захтевао војну акцију против „мобократа“.